# Бой

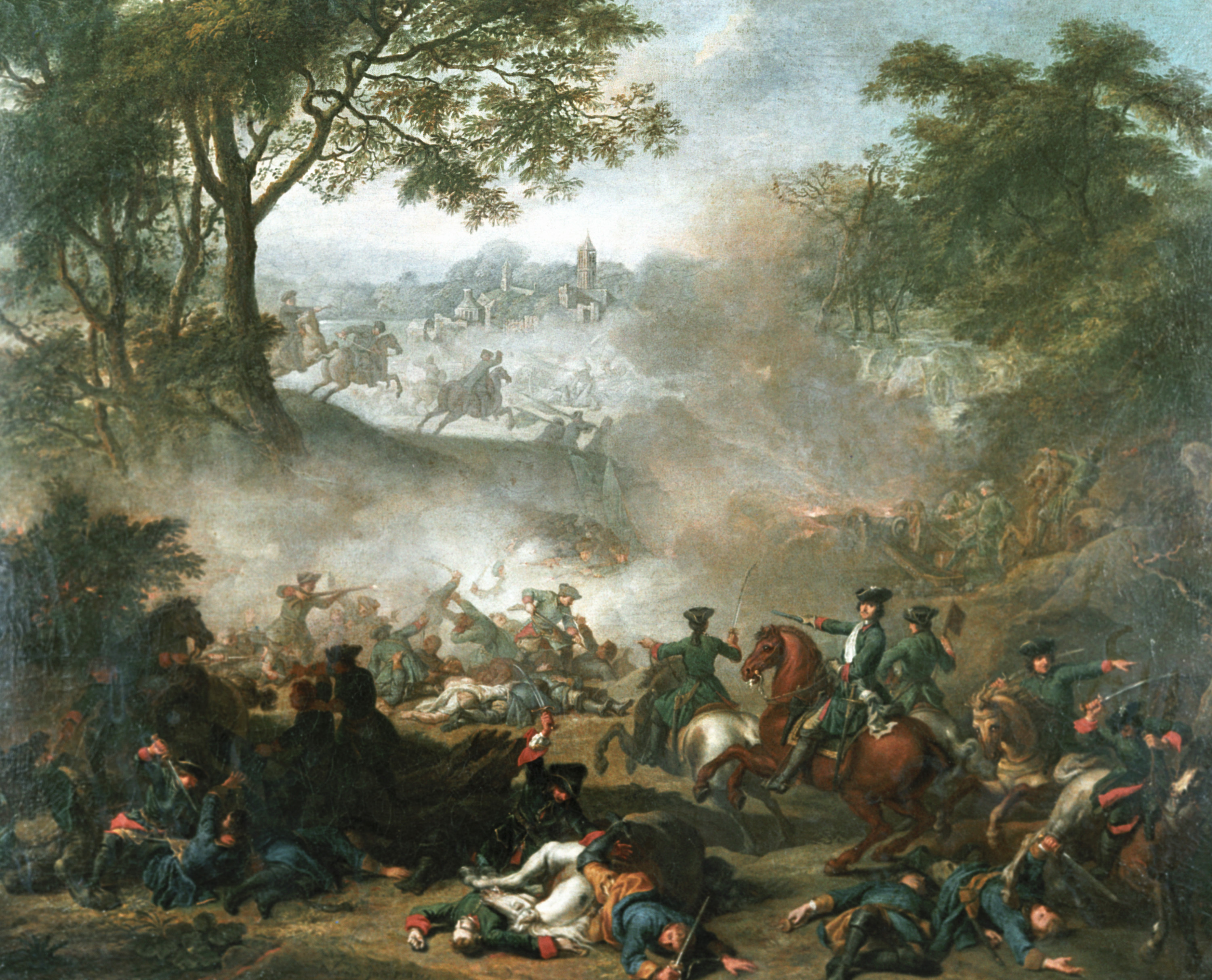
Бой у деревни Лесной.

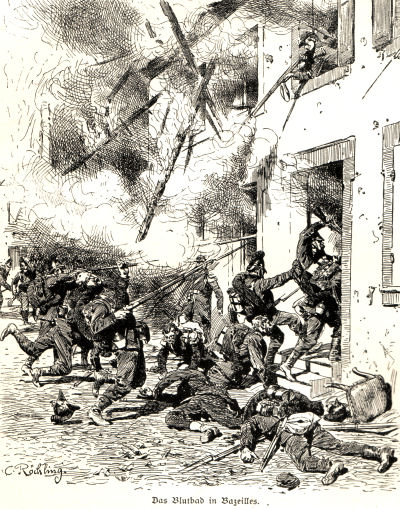
Бой французов с немцами во время франко-прусской войны 1870—1871 годов, Седан, 1870 год.

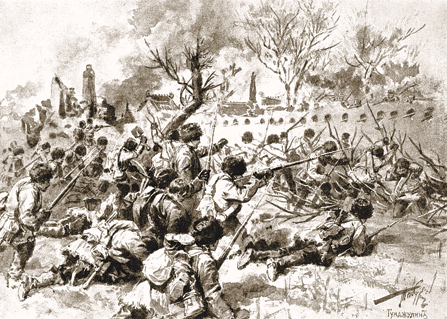
В. А. Табурин, Мукденский бой возле башни Хауха.

Бой — организованное вооружённое столкновение, ограниченное на местности и во времени. 
Бой или вооружённое столкновение представляет собой совокупность согласованных по цели, месту и времени ударов, огня и манёвра войск (сил) вооружённых сил. Бой является основной активной формой боевых действий войсковых единиц и единиц сил — военнослужащих, подразделений, частей (кораблей), соединений, в тактическом масштабе.

бой, прежде всего, требует от человека способности пожертвовать собою, потом умения действовать так, чтобы эта жертва была, по возможности, полезна своим, гибельна врагу— М. И. Драгомиров, Сборник оригинальных и переводных статей, т. II. - СПб., 1881. — с. 7.

## Виды
Ранее в военном деле России под боём понимали общее понятие как столкновения двух враждебных сторон (без разделения по применению типа или вида формирования или количества войск (сил)) и частное понятие (см. ниже). Бой имел следующее деление на виды:
- единоборство[3] — столкновение военнослужащих;
- дело[3] или стычка[3] — столкновение бригад, полков, батальонов, рот;
- бой[3] — столкновение корпусов, дивизий;
- сражение[3] — столкновение двух армий, приведшее к более или менее существенной перемене обстановки на театре военных действий;
- генеральное сражение или битва[3] — столкновение двух армий, решившее участь войны или отдельной операции.

С некоторыми изменениями эта градация осталась и сейчас.
По месту действия войск или сил делился на:
- полевой[4];
- морской;
- городской;
- и так далее.

По действиям войск (сил) делился на:
- оборонительный;
- наступательный.

Все разновидности боя имели цель — нанесение возможно большего вреда противнику и возможное ослабление его в пределах, требуемых общею целью войны (военных операций).
Сейчас в зависимости от того, какая сторона начинает бой, он называется оборонительным, наступательным или встречным.
В зависимости от того, какое вооружение и формирования каких родов войск (сил) видов вооружённых сил (ВС), отдельных родов войск (сил) вовлечены в бой, он бывает:
- кавалерийский[6]
- артиллерийский[6]
- общевойсковым[7]
- танковым
- противовоздушным[7]
- воздушным[7]
- морским[7]

В зависимости от того, какое формирования каких родов войск (сил) вида вооружённых сил вовлечены в бой, он имеет свои особенности у:
- роты, батареи, эскадрильи;
- батальона, дивизиона;
- полка;
- бригады;
- дивизии;

## Поединок
Боем или поединком называют также активное взаимодействие человека либо группы людей с другим человеком, группой людей с целью взаимного поражения, уничтожения с использованием холодного, огнестрельного, другого оружия или без оружия.